# Le chasseur maudit (Franck)
Le chasseur maudit (El cazador maldito) es un poema sinfónico de César Franck, completado en 1882 y estrenado en 1883.
La obra está inspirada en la balada Der wilde Jäger (El cazador salvaje) del poeta alemán Gottfried August Bürger. Cuenta la historia de un conde del Rin que se atreve a salir de caza el domingo por la mañana, violando el Sabbat cristiano.  Al iniciarse la obra, el conde toca desafiante su trompa de caza, a pesar de las advertencias que hacen las campanas de la iglesia y los cantos sacros que llaman a la oración. En las profundidades del bosque, el conde es maldecido por una voz terrible que le condena a ser perseguido eternamente por los demonios.
La orquestación de Franck evoca la atmósfera obscura y fantástica de la caza infernal. El final de la pieza recuerda la macabra Songe d'une nuit de sabbat de la Sinfonía fantástica de Hector Berlioz (1830). También se percibe la influencia de Franz Liszt, además de conocerse que Franck había escuchado también por entonces La rueca de Onfalia y La danza macabra de Camille Saint-Saëns.
Franck completó Le chasseur maudit el 31 de octubre de 1882. Fue estrenada con éxito el 31 de marzo de 1883 en la Salle Érard, en un concierto de la Société Nationale de Musique dirigido por Édouard Colonne. En el mismo concierto también se estrenó el poema sinfónico Viviane de Ernest Chausson, discípulo de Franck.
En sus obras emplea cambios tonales y cromatismos.
- Datos: Q3221093